# 岐阜市少年自然の家
岐阜市少年自然の家（ぎふししょうねんしぜんのいえ）は、岐阜県岐阜市にある野外社会教育施設（少年自然の家）。

## 概要
- 自然に親しみ、自然の中で集団宿泊生活を通じて青少年の健全育成を行うことを目的とした施設である。1988年（昭和63年）開館。
- 岐阜ファミリーパーク内にある。
- 小学校、中学校、高等学校の児童、生徒及び指導者。青少年団体の構成員（子ども会など）及び指導者が利用可能。また、年に数回、子ども、家族、市民を対象にしたイベントも行われる。
- 指定管理者制度を導入しており、公益財団法岐阜市教育文化振興事業団が管理運営する。

## 施設概要
宿泊棟
- 宿泊室（24室264人）
- リーダー室（3室24人）
- 和室（3室）
- 浴室
- クラフト室
- 談話ロビー

本館
- 多目的ホール
- 研修室（4室）
- 音楽室
- 食堂

屋外
- 語らい広場
- 屋外クラフト場
- あじさい広場
- 集いの広場
- 炊事場
- キャンプ場
- キャンプファイヤー場（2個所）

## 利用案内
- 所在地：岐阜県岐阜市山県北野2081
- 休所日：月曜日（祝日が月曜日のときは翌日）、第3日曜日、年末年始（12月29日～1月3日）

## 交通アクセス

### 公共交通機関
- 岐阜バス高美線「北野」バス停より徒歩約30分
  - 名鉄岐阜駅（名鉄岐阜のりば）・岐阜駅（JR岐阜駅バスターミナル）より、【N72】「中濃庁舎」行き
- 岐阜バス加野団地線「岐阜ファミリーパーク」バス停より徒歩約8分
  - 名鉄岐阜駅（名鉄岐阜のりば）・岐阜駅（JR岐阜駅バスターミナル）より、【N35】「岐阜ファミリーパーク」行き　※土曜日・日祝日運行
- みわっこバス「岐阜ファミリーパーク」バス停より徒歩約8分

### 自動車
- 東海環状自動車道岐阜三輪スマートICより約3分
- 東海北陸自動車道関ICより約20分

## 周辺
- 岐阜ファミリーパーク
  - 岐阜ファミリーパーク体育館
  - 岐阜ファミリーパーク野球場
- 東海環状自動車道岐阜三輪PA・岐阜三輪スマートIC
- 岐阜市立三輪北小学校